# Segunda División de México 1964-65
La Temporada 1964-65 de la Segunda División de México fue el décimo quinto torneo de la historia de la segunda categoría del fútbol mexicano. Se disputó entre los meses de junio y diciembre de 1964. Contó con 16 equipos. El Ciudad Madero fue el campeón de la categoría ganando así su ascenso a la Primera División, el conjunto tamaulipeco además se destacó por conseguir el campeonato de forma invicta, producto de 23 victorias y siete empates.

## Cambios
- Cruz Azul ascendió a Primera División, al igual que el Veracruz que ganó su plaza en la máxima categoría tras una expansión de equipos participantes.
- Salamanca regresó a competir tras una pausa de tres años,[2] mientras que el Puebla ingresó a la liga como nuevo equipo aunque había desaparecido en 1957 militando en Primera División.[3]
- El Club Deportivo Texcoco pasó a representar a la Universidad Autónoma Chapingo, por lo que el equipo fue renombrado como Chapingo-Texcoco.

## Formato de competencia
Los dieciséis equipos compiten en un grupo único, todos contra todos a visita recíproca. Se coronaria campeón el equipo con la mayor cantidad de puntos y así conseguir el ascenso; si al final de la campaña existiera empate entre dos equipos en la cima de la clasificación, se disputaría un duelo de desempate para definir al campeón, esto claro sin considerar de por medio ningún criterio de desempate.

## Equipos participantes

### Equipos por Entidad Federativa
| Entidad Federativa | N.º | Equipos                              |
| ------------------ | --- | ------------------------------------ |
| Tamaulipas         | 3   | Refinería Madero, Tampico y Victoria |
| Coahuila           | 2   | Laguna y Torreón                     |
| Guanajuato         | 2   | Celaya y Salamanca                   |
| Michoacán          | 2   | La Piedad y Zamora                   |
| Veracruz           | 2   | Orizaba y Poza Rica                  |
| Estado de México   | 1   | Chapingo-Texcoco                     |
| Hidalgo            | 1   | Pachuca                              |
| Nayarit            | 1   | Tepic                                |
| Nuevo León         | 1   | Nuevo León                           |
| Puebla             | 1   | Puebla                               |

### Información sobre los equipos participantes
| Equipo           | Ciudad                      | Estadio                   |
| ---------------- | --------------------------- | ------------------------- |
| Celaya           | Celaya, Guanajuato          | Miguel Alemán Valdés      |
| Chapingo-Texcoco | Texcoco, Estado de México   | Municipal de Texcoco      |
| La Piedad        | La Piedad, Michoacán        | Juan N. López             |
| Laguna           | Torreón, Coahuila           | San Isidro                |
| Madero           | Ciudad Madero, Tamaulipas   | Tampico                   |
| Nuevo León       | Monterrey, Nuevo León       | Tecnológico               |
| Orizaba          | Orizaba, Veracruz           | Moctezuma                 |
| Pachuca          | Pachuca, Hidalgo            | Revolución Mexicana       |
| Poza Rica        | Poza Rica, Veracruz         | Parque Jaime J. Merino    |
| Puebla           | Puebla, Puebla              | Olímpico Ignacio Zaragoza |
| Salamanca        | Salamanca, Guanajuato       | El Molinito               |
| Tampico          | Tampico, Tamaulipas         | Tampico                   |
| Tepic            | Tepic, Nayarit              | Nicolás Álvarez Ortega    |
| Torreón          | Torreón, Coahuila           | Revolución                |
| Victoria         | Ciudad Victoria, Tamaulipas | Marte R. Gómez            |
| Zamora           | Zamora, Michoacán           | Moctezuma                 |

## Clasificación
| Pos. | Equipo            | Pts. | PJ | G  | E  | P  | GF | GC | Dif. | Clasificación              |
| ---- | ----------------- | ---- | -- | -- | -- | -- | -- | -- | ---- | -------------------------- |
| 1    | Ciudad Madero (C) | 53   | 30 | 23 | 7  | 0  | 69 | 23 | +46  | Ascenso a Primera División |
| 2    | Poza Rica         | 45   | 30 | 17 | 11 | 2  | 72 | 26 | +46  |                            |
| 3    | Tampico           | 43   | 30 | 18 | 7  | 5  | 68 | 42 | +26  |                            |
| 4    | Puebla            | 37   | 30 | 14 | 9  | 7  | 46 | 34 | +12  |                            |
| 5    | Nuevo León        | 34   | 30 | 13 | 8  | 9  | 66 | 52 | +14  |                            |
| 6    | Tepic             | 32   | 30 | 12 | 8  | 10 | 49 | 37 | +12  |                            |
| 7    | Laguna            | 31   | 30 | 11 | 9  | 10 | 53 | 43 | +10  |                            |
| 8    | Ciudad Victoria   | 31   | 30 | 12 | 7  | 11 | 40 | 39 | +1   |                            |
| 9    | Torreón           | 28   | 30 | 11 | 6  | 13 | 39 | 57 | −18  |                            |
| 10   | Pachuca           | 27   | 30 | 9  | 9  | 12 | 38 | 45 | −7   |                            |
| 11   | Zamora            | 25   | 30 | 8  | 9  | 13 | 38 | 47 | −9   |                            |
| 12   | Orizaba           | 24   | 30 | 9  | 6  | 15 | 51 | 62 | −11  |                            |
| 13   | Celaya            | 24   | 30 | 8  | 8  | 14 | 33 | 47 | −14  |                            |
| 14   | Chapingo Texcoco  | 19   | 30 | 5  | 9  | 16 | 33 | 65 | −32  |                            |
| 15   | La Piedad         | 16   | 30 | 5  | 6  | 19 | 35 | 73 | −38  |                            |
| 16   | Salamanca         | 11   | 30 | 0  | 11 | 19 | 27 | 65 | −38  |                            |

 Fuente: RSSSF
Criterios de clasificación: Puntos · Diferencia de goles · Goles a favor · Play-off
|                                    |
| Ciudad Madero Campeón 1.er título. |

## Resultados
| Local \ Visitante | CEL | CHT | LPD | LAG | MAD | NL  | ORI | PAC | PZR | PUE | SAL | TAM | TEP | TOR | VIC | ZAM |
| ----------------- | --- | --- | --- | --- | --- | --- | --- | --- | --- | --- | --- | --- | --- | --- | --- | --- |
| Celaya            | —   | 5–0 | 1–1 | 1–0 | 0–1 | 0–0 | 3–1 | 0–0 | 1–1 | 1–2 | 0–0 | 0–2 | 1–1 | 1–2 | 1–0 | 2–0 |
| Chapingo Texcoco  | 0–0 | —   | 3–1 | 1–0 | 0–3 | 3–1 | 2–2 | 0–3 | 2–2 | 1–4 | 1–1 | 1–4 | 0–2 | 0–0 | 2–2 | 0–3 |
| La Piedad         | 5–2 | 0–4 | —   | 1–4 | 0–2 | 1–1 | 1–2 | 1–2 | 0–0 | 1–0 | 2–2 | 1–2 | 1–1 | 0–1 | 4–2 | 2–1 |
| Laguna            | 1–0 | 3–0 | 6–0 | —   | 2–3 | 2–0 | 4–1 | 1–1 | 1–2 | 1–1 | 2–2 | 3–1 | 2–1 | 1–0 | 3–0 | 3–1 |
| Ciudad Madero     | 3–0 | 3–1 | 2–0 | 2–1 | —   | 3–1 | 4–1 | 1–0 | 1–1 | 0–0 | 4–1 | 2–1 | 2–1 | 2–0 | 3–1 | 2–0 |
| Nuevo León        | 3–0 | 5–2 | 3–1 | 5–1 | 2–2 | —   | 3–1 | 5–2 | 3–1 | 1–1 | 0–0 | 3–3 | 1–1 | 5–0 | 2–0 | 5–1 |
| Orizaba           | 0–0 | 0–3 | 3–2 | 2–2 | 2–2 | 3–1 | —   | 2–0 | 0–2 | 0–2 | 2–1 | 1–2 | 4–0 | 3–0 | 4–0 | 3–3 |
| Pachuca           | 2–1 | 2–0 | 2–1 | 2–2 | 1–3 | 2–1 | 1–1 | —   | 2–2 | 3–1 | 4–3 | 1–4 | 1–1 | 2–0 | 0–1 | 2–2 |
| Poza Rica         | 4–2 | 3–0 | 5–1 | 5–1 | 0–0 | 5–0 | 7–2 | 2–0 | —   | 3–1 | 3–0 | 0–0 | 2–0 | 7–0 | 1–1 | 4–0 |
| Puebla            | 3–1 | 2–1 | 3–1 | 2–2 | 1–1 | 1–4 | 2–1 | 1–0 | 2–0 | —   | 0–0 | 3–1 | 1–0 | 4–1 | 2–2 | 2–2 |
| Salamanca         | 2–4 | 2–2 | 2–3 | 2–2 | 1–4 | 0–2 | 1–5 | 0–0 | 1–2 | 1–2 | —   | 2–2 | 0–1 | 0–2 | 1–2 | 0–1 |
| Tampico           | 5–1 | 2–0 | 3–0 | 2–1 | 0–2 | 6–3 | 6–2 | 2–0 | 1–1 | 1–3 | 3–2 | —   | 0–0 | 4–3 | 2–2 | 3–2 |
| Tepic             | 4–0 | 5–1 | 6–2 | 2–1 | 2–3 | 2–2 | 1–0 | 2–1 | 0–0 | 1–0 | 5–0 | 1–2 | —   | 1–3 | 1–0 | 5–1 |
| Torreón           | 2–1 | 2–2 | 1–1 | 0–0 | 1–5 | 2–4 | 3–2 | 3–1 | 3–4 | 2–0 | 2–0 | 0–0 | 3–2 | —   | 1–2 | 2–1 |
| Ciudad Victoria   | 1–2 | 0–0 | 3–0 | 2–0 | 2–2 | 1–0 | 2–1 | 2–1 | 1–3 | 1–0 | 3–0 | 1–2 | 3–0 | 0–0 | —   | 3–0 |
| Zamora            | 1–2 | 3–1 | 4–1 | 1–1 | 0–2 | 5–0 | 2–0 | 0–0 | 0–0 | 0–0 | 0–0 | 1–2 | 0–0 | 2–0 | 1–0 | —   |